# Hapalochilus
Hapalochilus é um género botânico pertencente à família das orquídeas (Orchidaceae).